# Geaya viridinitens
Geaya viridinitens is een hooiwagen uit de familie Sclerosomatidae.